# Una scatenata moglie insaziabile
Una scatenata moglie insaziabile è un film pornografico del 1988, diretto da Giorgio Grand.

## Produzione
Uscito nell'ottobre del 1988, il film è la quarta pellicola (esclusi i film di rimontaggio) hardcore di Lilli Carati ed una delle primissime di Rocco Siffredi. Non eguagliò il medesimo successo ai botteghini rispetto a Una moglie molto infedele e Il vizio preferito di mia moglie, ma anche in questo caso, come ha successivamente dichiarato il regista Giorgio Grand, i costi di produzione furono enormemente ripagati in quanto stavolta, come per Una ragazza molto viziosa, il budget iniziale era molto ridimensionato. In quegli anni, l'attrice, come detto sempre dal regista, aveva necessità di realizzare parecchi film al solo scopo di poter pagare la droga, lavorando spesso sotto l'effetto di sostanze stupefacenti all'insaputa del regista e della troupe.